# NGC 568
NGC 568 (другие обозначения — IC 1709, ESO 353-3, MCG −6-4-37, PGC 5468) — галактика в созвездии Скульптор. Открыта Джоном Гершелем в 1837 году, описывается Дрейером как «очень тусклый, маленький объект круглой формы».
Этот объект входит в число перечисленных в оригинальной редакции «Нового общего каталога».